# كارل هاينز بروكين
كارل هاينز بروكين (بالألمانية: Karl-Heinz Brücken)‏ مواليد 24 سبتمبر 1947
لاعب كرة قدم ألماني سابق  وقد لعب معأرمينيا بيليفيلد وفورتونا دوسلدورف، مجموع عدد المباريات 71 في الدوري الألماني لكرة القدم، وسجل ثمانية أهداف.
ولعب كذلك لنادي بوروسيا دورتموند 26 مباراة وسجل 6 أهداف

## المسيرة
بدأ كلاعب خط الوسط والمهاجم في نادي غرافنبرويش روت-وايس، ولعب من عام 1967 في الدوري الإقليمي مع باير ليفركوزن. في الموسم الأول 1967/68، كان ليفركوزن تحت قيادة المدرب ثيو كيرتشبيرج وإلى جانب اللاعب الدولي السابق ليو فيلدن وفاز النادي بالبطولة. 
وفي الدوري الألماني لكرة القدم، أخر سبع مباريات كانت أمام كيكرز أوفينباخ وتوس نويندورف وتنس بوروسيا برلين وأرمينيا هانوفر. 
وحقق فوز بنتيجة 4 : 1 يوم 12 يونيو 1968 ضد «فيليتشين» من برلين، سجل ثلاثة أهداف في هذه المباراة.
ولعب مجموع المباريات 119 مباراة في الدوري الإقليمي وسجل 36 هدفاً لباير ليفركوزن. في عام 1970 انتقل إلى أرمينيا بيليفيلد، الذي كان قد ارتفع للتو إلى دوري الدرجة الأولى «البوندسليجا».
في الجولة الأولى، 15 أغسطس 1970، لعب أول مباراة له في الدوري الألماني الدرجة الأولى في مباراة الذهاب ضد بوروسيا دورتموند. بالنسبة لأحصائياته مع لأرمينيا سجل ثمانية أهداف في 61 مباراة، سبعة منها سجلها في الموسم الثاني 1971/72.
خلال موسم 1972/73 أنتقل إلى بوروسيا دورتموند، ولعب معهم 26 مباراة وسجل 6 أهداف ثم أنتقل في عام 1974 إلى فورتونا دوسلدورف.
لعب مع فورتونا 10 مباريات فقط ولم يسجل أي هدف. 
في عام 1976 انتقل إلى دوري الدرجة الثانية لنادي فيستفاليا هيرنه، حيث لعب لمدة عامين. في 71 مباراة وسجل 15 هدفاً. 
في مايو 1978، سجل هدف الشهر ضد فورتونا كولونيا.
من عام 1978 إلى عام 1980، أصبح مدربًا لنادي تاس غرفنبرويتش قبل أن ينهي مسيرته، قبل أن ينهي مسيرته.

## روابط خارجية
- كارل هاينز بروكين على موقع قاعدة بيانات كرة القدم.إي يو (الإنجليزية)
- كارل هاينز بروكين على موقع بيانات كرة القدم. دي إي (الألمانية)
- كارل هاينز بروكين على موقع عالم كرة القدم.نت (الإنجليزية)